# 塩谷かね
塩谷かね（しおのや かね）は、塩谷大四郎こと塩谷正義の正室。

## 経歴
塩谷義通流塩谷氏の塩谷正房の長女として生まれる。天明6年（1786年）10月24日に父正房が没すると、祖父の塩谷奉正の養女となり育てられた。
天明8年（1788年）11月25日に、後継者を無くした塩谷氏の養子となった20歳の正義の妻となる。その後、夫の正義を支え続け、寛政12年（1800年）に正義が久美浜代官に任命されると正義とともに任地に赴いた。享和元年（1801年）1月28日には嫡男捨五郎（正路）が誕生。その後、正義との間に一男四女を儲ける。文化13年（1816年）8月29日に正義が日田代官に任命されると、九州という遠方であり、子育ての事情もあって江戸に戻る。
天保7年（1836年）9月8日には、正義が江戸にて亡くなり、これを看取っている。

## 参考資料
- 『ふるさと矢板 第七号』（矢板市文化財愛護協会 平成三年七月）
- 『ふるさと矢板 第八号』（矢板市文化財愛護協会 平成四年五月）
- 寛政重修諸家譜